# Lillevi Hultman
Lillevi Hultman, född 1943 i Sollentuna, är en svensk textilkonstnär.
Lillevi Hultman studerade vid Konstfackskolan i Stockholm 1961-1966. 
Bland hennes offentliga uppdrag märks utsmyckning för Sundsvalls sjukhus, Danderyds sjukhus, Rotebro vårdcentral, Länsrätten i Härnösand och lekskolor i Linköping.
Hultman är representerad vid Nationalmuseum, Östergötlands museum, Nordiska museet, Helsingborgs museum och Länsmuseet Gävleborg.